# Avia BH-25

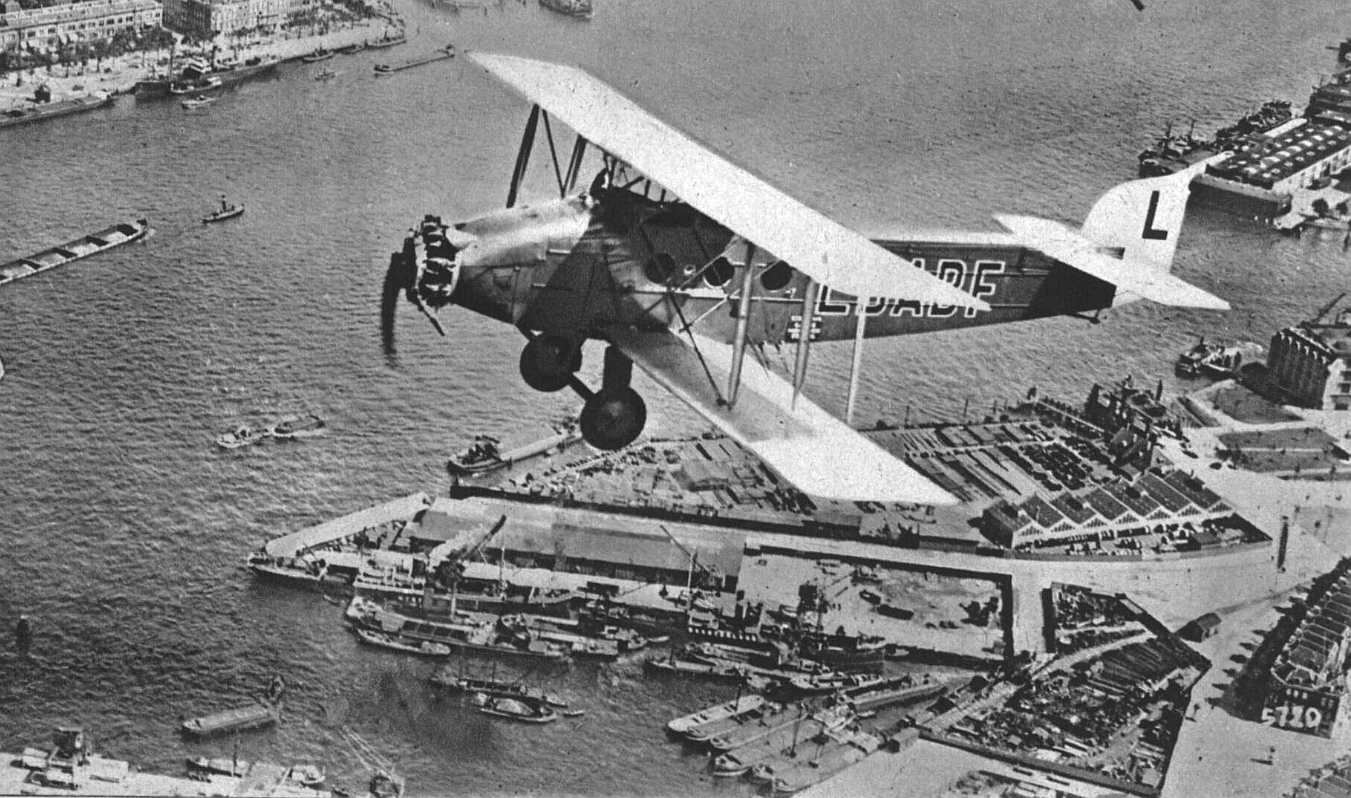
Eine Avia BH-25 auf der Strecke Prag-Rotterdam über dem Rotterdamer Hafen (Aufnahme zwischen 1926 und 1930)

Die Avia BH-25 war ein tschechoslowakisches Verkehrsflugzeug aus der zweiten Hälfte der 1920er Jahre.

## Geschichte
Die beiden bei Avia beschäftigten Flugzeugkonstrukteure Pavel Beneš und Miroslav Hajn begannen mit den Konstruktionsarbeiten aufgrund einer Ausschreibung nach einem Transportflugzeug. Der Entwurf sah einen einmotorigen Doppeldecker in Gemischtbauweise vor. Entgegen ihren vorherigen Konstruktionen erhielt der kastenförmige Rumpf des Modells eine vollständige Beplankung aus Sperrholz, ebenso der vordere Tragflügel. Der Hinterflügel sowie sämtliche Steuerflächen waren mit Stoff bespannt. Als typische Beneš/Hajn Konstruktion der späten 1920er Jahre besaß der Unterflügel im Vergleich zum Oberen eine etwas größere Spannweite.
Die Passagierkabine konnte bis zu sechs Personen aufnehmen und war über eine schmale Einstiegstür auf der linken Seite erreichbar. Die beiden Piloten saßen separat in einem offenen Cockpit. Das Fahrwerk war starr und mit einer Achse verbunden. Am Heck befand sich ein Schleifsporn.
Der einzige gebaute Prototyp erhielt als Antrieb einen bei Škoda in Lizenz gebauten Reihenmotor Lorraine-Dietrich mit 450 PS. Der Erstflug erfolgte im Juli 1926. Die Flugerprobung zog einige Veränderungen an der Konstruktion nach sich. So erhielt das Seitenleitwerk anstelle der bis dahin bei Avia üblichen einteiligen, beweglichen Steuerfläche eine zusätzliche starre Heckflosse davor angeordnet. Die Flügeltanks wurden von den Unterseiten der oberen Tragfläche ins Mittelstück verlegt. Als Antrieb wurde ein luftgekühlter, in Lizenz bei Walter gebauter Sternmotor Bristol Jupiter IV eingebaut.
Die so veränderte Maschine ging in Kleinserie. Sechs Flugzeuge einschließlich des Prototyps, der mit dem Kennzeichen L-BABA zugelassen wurde, wurden gebaut, an die ČLS geliefert und auf den Auslandsrouten Prag–Berlin und Prag–Rotterdam eingesetzt. Sechs weitere wurden von Rumänien gekauft und flogen dort bei der Fluggesellschaft SNNA.
Insgesamt produzierte man zwölf Avia BH-25.

## Technische Daten

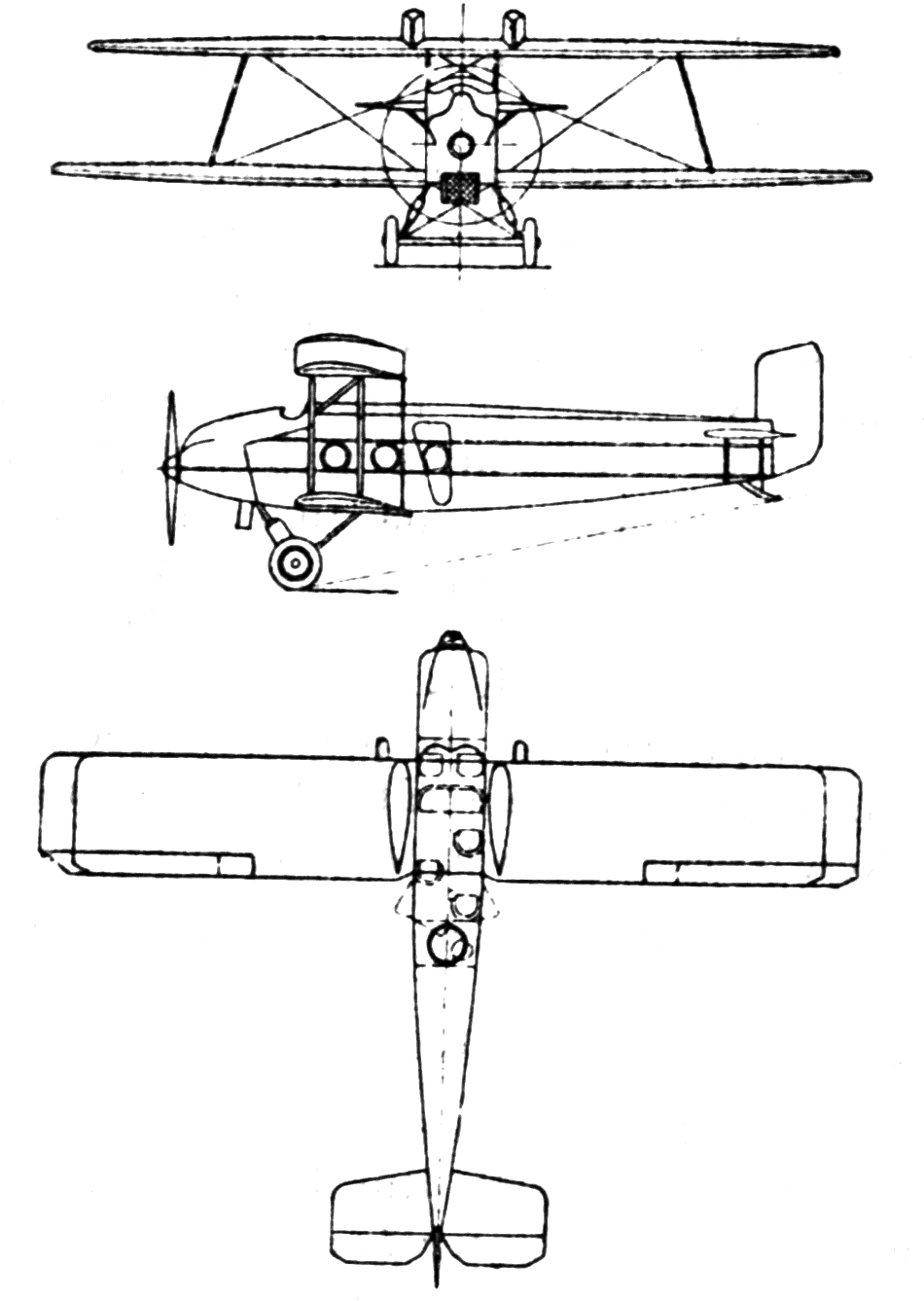
Dreiseitenansicht BH-25 J

| Kenngröße             | Daten (BH-25 L, Prototyp)                         | Daten (BH-25 J, Serie)                                   |
| --------------------- | ------------------------------------------------- | -------------------------------------------------------- |
| Besatzung             | 2                                                 | 2                                                        |
| Passagiere            | 5–6                                               | 5–6                                                      |
| Spannweite            | 15,30 m                                           | 15,30 m                                                  |
| Länge                 | 12,82 m                                           | 12,82 m                                                  |
| Flügelfläche          | 62,50 m²                                          | 62,50 m²                                                 |
| Flächenbelastung      | 47,9 kg/m²                                        | 46,6 kg/m²                                               |
| Leermasse             | 1950 kg                                           | 1840 kg                                                  |
| Startmasse            | 2970 kg                                           | 3100 kg                                                  |
| Triebwerk(e)          | ein wassergekühlter Reihenmotor Lorraine-Dietrich | ein luftgekühlter Neunzylinder-Sternmotor Walter Jupiter |
| Leistung              | 331 kW (450 PS)                                   | 309 kW (420 PS)                                          |
| Höchstgeschwindigkeit | 180 km/h                                          | 180 km/h                                                 |
| Reisegeschwindigkeit  | 150 km/h                                          | 155 km/h                                                 |
| Steigzeit             | 20 min auf 2000 m                                 | 20 min auf 2000 m                                        |
| Dienstgipfelhöhe      | 4000 m                                            | 4500 m                                                   |
| Reichweite            | 600 km                                            | 600 km                                                   |